# Хиираги, Аой
Аой Хиираги (яп. 柊 あおい; родилась 22 ноября 1962 года, в Сайтаме, Япония) — женщина-мангака, в настоящее время проживает на острове Хоккайдо.
По манге «Шёпот сердца» в 1995 году Studio Ghibli сняла полнометражный аниме. Позже Хаяо Миядзаки решил снять его сиквел, и поэтому попросил Аой Хиираги написать продолжение. Так была создана манга «Возвращение кота», а в 2002 году по ней сняли анимационный фильм.